# ミュ〜コミ+プラス
『ミューコミプラス』は、ニッポン放送制作のラジオ番組である。2010年1月5日（4日深夜）放送開始。2021年3月26日（25日深夜）終了。この記事では、テレビ番組「ミューコミプラスTV presented by アニマックス」（ミューコミプラスティービー プレゼンテッドバイ アニマックス）についても記述する。

## 概要
2009年3月まで同時間帯で放送していた『ミュ〜コミ』をパワーアップさせた形でスタート。2010年1月1日に年始特別番組として放送された『吉田尚記のオールナイトニッポン feat.ミュ〜コミ+（プラス）』にて、番組開始が発表された。
番組は前身番組の『ミュ〜コミ』同様、音楽と、漫画、アニメ、声優などのサブカルチャーの話題を中心に、日替わりのランキングコーナーとゲストコーナーで構成されている。『知ってる?24時。』から実施されていた「サポーターズパーティー」は『宇宙GメンEX』の終了と同時に2009年12月でいったん終了し、3か月の中断を経て、2010年4月より『宇宙GメンEX』放送時のコーナータイトルである「サポーターズラボ」として復活。2010年5月より「サポーターズプラス」として継続している。
『ミューコミ』『宇宙GメンEX』時代を含め10年間、放送する局がニッポン放送のみの関東ローカル番組だったが、2016年4月4日からはSTVラジオ（北海道域）が『アタックヤング』の後継番組としてネット受けを開始。これに伴い、ワイドFM開始の2015年12月7日から使用開始ジングルから「ニッポン放送」や周波数「HAPPY FM93」「AM1242」を繰り返すコーラスを2016年3月31日放送で削除。また、『オールナイトニッポン』と同様にCMフィラーが復活した。
2017年7月24日、7月21日「Hint」ラジオプレイヤーが発送し始める。Hintの機能を使う為DTMFの音を使い放送を開始。始めは試験的に吉田がどこかに行ったなどの情報を開始。月曜日初めて送信した内容は前回番組のHPであった。
2019年4月1日、プチリニューアルとなり、番組タイトル名が「ミューコミプラス」に変更され、番組タイトルロゴも変更された。また、バーチャルMC・一翔剣が活動を開始した。
2021年2月8日、生放送にて「3月25日で番組終了」が発表され、以後、番組終了まで番組に縁のある人物を中心にゲストとして登場させた他、最終回では吉田（一翔）と事前募集を行ったリスナーの電話出演のみで進行と題しながらmotsuと田中理恵、吉田の実妻であるめぐみ（吉田嫁）がサプライズ出演し、帯番組として11年3ヶ月の放送を終了。『オールナイトニッポン』レーベルに属さない平日夜の若者向けの生ワイド番組としては、1975年4月の『大入りダイヤルまだ宵の口』開始以来、46年の歴史に幕を閉じた。同年4月4日より後継番組である『ミューコミVR』が開始した。
なお、本番組は現在放送中の『オールナイトニッポンX』と異なり、『オールナイトニッポン MUSIC10』と『オールナイトニッポン』『オールナイトニッポン0(ZERO)』の間に挟まれて放送されており、かつホームページやメールアドレスのドメインでも『オールナイトニッポン』の一部として扱われていたものの本番組自体は独立した別番組であった。とはいえ、ニッポン放送もSTVラジオもこれらの番組をすべて放送しているので、番組終わりに吉田が次番組の案内をすることが多々あった。

### ダブルワイド方式
「ラジオ」と「Twitter」による番組
この番組はニッポン放送で放送される番組とは別に、Twitterの番組公式アカウント（＠mc1242）で行われる「Twitter上の番組」があり、「番組」同士が連動する「ダブルワイド方式」をとっている。
吉田は前番組「宇宙GメンEX」の中で、Twitterの機能をフル活用したTwitter大喜利を実施していた。この中で、「『話し言葉』がラジオを通して不特定多数の人に対して「放送する」ことができるように、『書き言葉』もTwitterを通すことで、不特定多数の人に対して「放送する」ことができる。毎日同じ時間につぶやき始め、リスナーと時間を共有すれば、それは「番組」である。」という吉田の考えを導き出し、当番組で、この考えを具現化した、「ダブルワイド方式」を採用した。
「生」の声を生かす放送形式
前番組で行っていた「Twitter大喜利」において、生放送中に一番良いつぶやきを選び、紹介するのが難しいことを実感。そのことから、Twitter上での「生」の声をラジオ番組に生かすため、本番組は当初、Twitter上でリスナーとのやり取りを行った上で当日放送分の収録を行っていた。しかし、夕方にテキスト放送実施していたため、リスナーの帰宅時間と実施時間帯が重複していた。また、吉田自身も「書店店頭ツイートアップ行脚」との兼ね合いで、スタッフにテキスト放送を任せることが多くなった。そこで、テキスト生放送の時間帯を夜に変更。これに伴い、番組の収録時間が確保できなくなったため、ラジオ放送も収録から生放送に変更した。

## パーソナリティ
24:45頃に放送されていたフロート番組の出演者については#24:53以降の5分枠を参照。
- 吉田尚記（ニッポン放送アナウンサー）
  - 但し、2019年4月以降は原則として「一翔剣」名義での出演となる（詳細は後述）。

### レギュラーアシスタント
- 月曜日
  - 松井玲奈[注釈 6]（2013年4月2日 - 2018年3月20日） - 卒業後は終身名誉アシスタントになった。
  - 西井万理那（ZOC、2019年9月 - 終了[6]）番組では「リベロ」[注釈 1][7] と呼ばれる。
    - 2019年12月23日は諸般の事情により休演。
- 火曜日
  - 田所あずさ（2013年4月10日 - 2020年4月1日[8][注釈 7]） - 番組アシスタントとしては歴代最長。
    - 2017年4月26日、5月3日[9]、12月27日[10] は田所が体調不良のため、大橋彩香が代理出演。
    - 2017年12月20日[11] も同様に木戸衣吹が代理出演。

  - 末吉9太郎（CUBERS、2020年4月15日 - 終了[注釈 8]）
- 木曜日：根岸可蓮（たこやきレインボー、2021年）

#### 過去の水曜日アシスタント
- 岡田ロビン翔子（当時チャオ ベッラ チンクエッティ、2016年9月）
- 真山りか（私立恵比寿中学、2016年11月、2017年6月、2017年11月、2018年6月）
- 荻野可鈴（当時夢みるアドレセンス、2016年12月、2017年7月、2018年7月）
- 佐藤麗奈（当時マジカル・パンチライン、2017年1月18日、1月25日、2月1日、2月8日）
- 沖口優奈（マジカル・パンチライン、2017年2月15日と3月1日の佐藤の代役、2018年1月）
- 芹澤優（i☆Ris、2017年3月、12月、2018年5月）
- 大矢梨華子（当時ベイビーレイズJAPAN、2017年4月）
- 鈴木絢音（乃木坂46、2017年5月）
- 高見奈央（当時ベイビーレイズJAPAN、2017年8月）
- 橘はるか（Ange☆Reve、2017年9月）
- 飯窪春菜（当時モーニング娘。'17、2017年10月）
- 秋本帆華（チームしゃちほこ、2018年2月、8月）
- 志田友美（当時夢みるアドレセンス、2018年3月）
- 成瀬瑛美（当時でんぱ組.inc、2018年4月4日、11日、25日）
- 大場はるか（ナナランド、2018年9月）
- 野口衣織（=LOVE、2018年10月）
- 浅川梨奈（当時SUPER☆GiRLS、2018年11月）
- 夢眠ねむ（当時でんぱ組.inc、2018年12月）
- 三田美吹（CROWN POP、2020年2月13日 - 終了[12]）
  - 2020年11月26日は体調不良により休演。

### 代理パーソナリティ
※印はアシスタント
- 2012年3月13日：スフィア
- 2012年3月14日：カラーボトル
- 2012年3月15日：三代目J Soul Brothers
- 2012年3月16日：ヒャダイン
- 2013年1月8日：団長（NoGoD）
- 2013年1月9日：ヒャダイン
- 2013年1月10日：高城れに（ももいろクローバーZ）
- 2013年1月11日：竹達彩奈
- 2015年2月13日：スフィア - 吉田のインフルエンザ感染療養に伴う特別処置。本来ゲストの予定であった。
- 2015年2月17日：土屋礼央 - 吉田のインフルエンザ感染療養に伴う特別処置。本来ゲストの予定であった。
- 2017年1月3日：根本宗子
- 2017年1月4日：※田所あずさ
- 2017年1月5日：岡田ロビン翔子
- 2017年1月6日：芹澤優
- 2017年3月10日：大石昌良
- 2017年3月14日：長谷川カオナシ（クリープハイプ）
- 2017年3月15日：※田所あずさ
- 2017年3月16日：※芹澤優
- 2018年9月11日：フィッシャーズ
- 2018年9月12日：※田所あずさ、ベッド・イン
- 2018年9月13日：※大場はるか、江島綾恵梨（26時のマスカレイド）、水春（桜エビ〜ず）、空野青空
- 2018年9月14日：尾崎由香
- 2018年9月25日：根本宗子、長井短　-　吉田の遅刻とそのペナルティーに伴う特別処置。
- 2019年8月6日：トム・ブラウン
- 2019年8月7日：フワちゃん、森本晋太郎（トンツカタン）
- 2019年8月8日：真空ジェシカ
- 2019年8月9日：ぶんけい、都築拓紀（四千頭身）

## 放送時間

### ミュ〜コミ+プラス（mc1242）on Twitter
吉田（稀に放送作家も参加）とリスナーが、その日の番組の企画に関連するツイートのやり取り（これを「Twitter上でのテキスト生放送」と呼ぶ）を行い、そのツイートの内容を番組上で紹介している。
募集するツイートの内容として、2014年度までは時事的な出来事や、ゲストに関するエピソードや大喜利、コーナー宛のネタなどを募集していた。2015年度以降の月曜 - 水曜については、翌日のトレンドを狙って、番組発で作成したネタハッシュタグを使用したツイートを、一週間通して募集している。
木曜日の声優プラス実施時には平均8000ツイートがやり取りされ、スペシャルウィーク時には、10000を越えるツイートがやり取りされる。過去最高ツイート数として、2011年5月12日テキスト生放送分に28000ツイート以上を記録している。
放送時間帯では、収録時代は吉田が、「趣味」として、Twitter上の実況に参加していた。実況時のアカウントは開始当初は自身のアカウントで、2010年3月27日以降は、番組関連のログをまとめる意味合いで、公式アカウントを利用していた。2020年現在、生放送中は吉田が実況に参加することはなく、公式アカウントでスタッフが番組情報をつぶやく程度にとどまっている。また、ゲストやラジオを聴いている芸能人のツイートをリツイートすることもある。
- 2010年1月4日 - 9月30日
  - 月曜 - 木曜 17:00 - 18:00頃
- 2010年10月4日 - 
  - 月曜 - 木曜 22:00 - 23:00頃[注釈 11]
    - テキスト生放送自体は23:00までだが、公式アカウントとのやり取りは、番組終了後の25:00頃まで続けられている。

### 地上波
ニッポン放送
- 2010年1月05日 - 7月2日
  - 月曜 - 木曜 24:00 - 24:57
- 2010年7月06日 - 2016年7月29日
  - 月曜 - 木曜 24:00 - 24:53
- 2016年8月2日 - 2017年3月31日
  - 月曜 - 木曜 24:00 - 24:58（『SUPER☆GiRLS 超絶パーティー』終了に伴い枠拡大）
- 2017年4月04日 - 2019年12月31日
  - 月曜 - 木曜 24:00 - 24:53 （『今夜もオトパラ!・火曜日』で放送されていた『川島海荷のHave a nice Trip!』が帯番組として設置されるため縮小）
- 2020年1月2日 - 2020年3月27日
  - 月曜 - 木曜 24:00 - 24:58 （『浜辺美波 真夜中のシンデレラ』終了に伴い拡大）
- 2020年3月31日 - 2021年3月26日
  - 月曜 - 木曜 24:00 - 24:53（『熊田茜音 アカネノ音』開始に伴い縮小）

2018年9月20日はニッポン放送ショウアップナイター（広島東洋カープ対阪神タイガース、中国放送制作）が放送時間を大幅に延長したため、時間を短縮して放送。
STVラジオ
- 2016年4月4日 - 9月29日
  - 月曜 - 木曜 24:00 - 24:53
- 2016年10月3日 - 2017年3月30日
  - 月曜 - 木曜 24:00 - 24:58（Pop'n Rollミュージック終了に伴いフルネットへ転換）
- 2017年4月3日 - 2021年3月26日
  - 月曜 - 木曜 24:00 - 24:53 （上記のとおりニッポン放送での放送時間縮小に伴う。ただしSTVでは『川島海荷のHave a nice Trip!』・『浜辺美波 真夜中のシンデレラ』・2020年1月 - 3月の24:53 - 24:58の枠・『熊田茜音 アカネノ音』はネットしない）

稀に特別番組等を放送することがある。その場合は当番組がネット休止となり、24:53からの「OTO Marche'」も放送休止となる。逆に2020年9月21日はニッポン放送では特別番組『SDGs MAGAZINE』を放送するために休止となったため、「北海道SP」としてニッポン放送から裏送りされる形でSTVラジオローカルとして放送された。

### ニコニコ生放送
番組終了後のアフタートークである。もともとニコ生関連の仕事が増えてきたという吉田が 吉田尚記(よっぴー)本人です! というアカウントを自ら作ったのがきっかけ。
ニコ生がリスナーにも好評を得ているため徐々に配信回数を増やし、2012年4月以降、番組が終了してから概ね1時間近く配信している。
番組タイトルは特に決まっていないが、その日の出来事に絡めた一言がつく。サブ作家のイロカワが担当するときは、「『ミュ〜コミ＋プラス』イロカワ奈津子の今夜はHearty Party!」がタイトルになる。
- 2012年4月2日 - 2012年内[注釈 12]
  - 月曜 - 木曜 25:00頃 -

### ツイキャス
吉田自身が金曜日にツイキャスを開始した頃から、テキスト生放送の時間帯でツイキャス放送が開始された。当初は番組宣伝が中心であったが、次第にADやスタッフと共に様々なフリートークを展開させるようになった。
- 2015年6月 - 9月
  - 月曜 - 水曜 21:45頃 - 22:00頃
- 2015年10月 - 
  - 月曜 - 木曜 21:30頃 - 22:00頃

### AbemaTV FRESH!
FRESH! by AbemaTV（フレッシュ バイ アベマティーヴィー）にて木曜日に配信。時間放送開始から放送終了（一部は終了直後）のスタジオの様子をそのまま生配信した。放送後のアーカイブは非公開。
- 2016年1月28日 - 2016年9月29日

### LINE LIVE
毎月第四木曜日の放送日に配信。生放送の様子を配信しているほか、放送終了後に1時からアフタートークを行っている（2018年3月まで）。

### SHOWROOM
上記のLINE LIVEを引き継ぎ、2018年4月から配信。

### VTuber
2019年2月頃に番組にて現在活動中のVTuberを招き様々な話をしており、この頃から番組での吉田尚記VTuber化計画が開始した。

## 番組コーナー

### 月 - 木曜日
- サポーターズプラス

この番組は、番組スポンサーのことをサポーターと呼んでおり、サポーターからの依頼（プラスアルファ）に応えるため、リスナーのアイデアを元に企画を盛り上げていく。
- 平成メモリアルタイム

ニッポン放送に残る報道ニュース、スポーツ実況、過去の番組等の音源を使用して、平成30年間の事件、政治、災害、スポーツ、エンタメ史を1年ずつコンパクトにまとめた5分間のミニ番組。
- 『アニコボ』（ - 2010年4月2日）

毎日24:30頃から放送される10分間のフロート番組。吉田アナウンサーと吉野紗香が出演。アニメや漫画に関する研究を行っている、『宇宙GメンEX』から続けてきた番組。

### 月 - 水曜日
- ゲストプラス

注目のアーティスト（アニソンアーティスト・声優を含む）をゲストに迎えてトークする。火曜日はアシスタントの田所と共に「クール・ジャパン」の担い手となるゲストを迎える。
- テレプラス

話題になっているアーティストの裏話を聞くため、関係者に電話をするコーナー。

### 木曜日「声優プラス」
声優をゲストに招き、作品紹介をしながら、以下の企画を展開する。なお声優プラスを休止し、アニメ制作スタッフや通常ゲストを招くこともある。
- もう! 私に何を言わせるの!?（女性）/おいおい!俺に何を言わせるんだ!（男性）

『宇宙GメンTAKUYA』『宇宙GメンEX』で行っていた「勝手に着声ランキング」の後継企画。変態音響監督・ヨシダ（吉田尚記）による演出の元、ゲスト声優にリスナーから寄せられたセリフを言ってもらう。セリフは、キャラのセリフをそのままでなければ、基本的に何でも良い（なお、直接的な下ネタの入ったセリフは読まれにくい）。ここのコーナー放送の際には、平均8000ツイート、最大で28000ツイートを超える人気コーナー。以前のタイトルは「勝手に着声リクエスト」。2010年4月30日放送分よりコーナー名が変更された。通称は「変態音響監督のコーナー」。なお、2020年8月7日よりアニマックスのサポーターズプラスに吸収される形で、｢もう！私(たち)に何を言わせるの!? Supported by ANIMAX / おいおい！俺(たち)に何を言わせるんだ!? Supported by ANIMAX｣とコーナー名が変更された上コーナー時間が若干延長され、放送終了後に吉田のTikTokアカウント｢よっぴー/吉田尚記｣にて生放送中の模様が配信されたり、アニマックスからのセリフが追加されたりしている。
- 質問コーナー（2010年4月19日 - 2011年1月21日）

ゲストにちなんだシチュエーションで、リスナーからの質問に答えてもらう。終盤に吉田がゲスト声優にたたかれるオチとなる。
2010年7月22日放送分までは、声優風呂として、「お風呂」というシチュエーションのもとで、質問に答えてもらっていた。
- コーナー中はシチュエーションに合わせて、効果音による演出がされたり、声にエフェクトが掛けられている。
- 吉田を叩くモノは当初ビンタなどだったが、2010年4月22日放送分で日笠陽子に編成部のフタで、フタがへこむほど、強くたたかれて以降、『編成部のフタ』でたたかれることが恒例となった。
  - この編成部のフタを元ネタにしたiPhone用アプリ「ミュ～コミ+プラスpresents ニッポン放送編成部のフタ」 が2010年5月より無料配信されている。iPhoneの加速度センサーを利用し、振り下ろすことで叩いた音と叩かれたときの吉田のコメント（10種類の中からランダム再生）が流れるというものである。

- 140文字のハートストーリー

リスナーから寄せられた140文字以内で書かれた「世界一短いTwitterならではの文学」を、“音声表現のプロ”であるゲスト声優が朗読する。
コーナーのオープニング曲は『愛という名のもとに』サウンドトラックより「Main Theme-Friends」、朗読BGMは『君に届け オリジナル・サウンドトラック』より「Pure」、「ありがとう」、「微笑み」。
- おやすみ3プンプン（2014年4月4日 - 2017年 ）

就寝前という設定で、リスナーから寄せられた質問に、ゲスト声優がひそひそ声で答える。

#### 声優プラス出演者一覧
以下では声優プラスに出演した人を紹介している。ここには声優業を本業としていない人も含まれる。また、木曜日のゲストであっても声優プラスに出演していなければ記載していない。
2010年
2011年
2012年
2013年
2014年
2015年
2016年
2017年
2018年
2019年

### 百田夏菜子とラジオドラマのせかい
2020年9月7日から毎週月曜日に放送された6分間のももいろクローバーZの百田夏菜子主演のラジオドラマ・プロジェクト。当初は放送日時に変動があり、2020年9月から11月までは月曜日、12月から2021年1月までは木曜日、2月からは火曜日に放送されていた。ミュ〜コミ+プラスの終了に伴い2021年4月からは単独番組となり、金曜日深夜24:53（土曜日0:53）に放送されていたが、2023年4月1日（3月31日24:53）の放送をもって終了。

#### マンスリーゲスト
- 2020年9月：木村昴[508]
- 2020年10月：マギー[509]
- 2020年11月：勝村政信[510]
- 2020年12月：塚地武雅（ドランクドラゴン）[511]
- 2021年1月：豊本明長（東京03）[512]
- 2021年2月：戸田恵子[513]
- 2021年3月：尾上松也[514]

---〈 ミュ〜コミ+プラス 終了 〉---
- 2021年4月：森久保祥太郎[515]
- 2021年5月：田中要次[516]
- 2021年6月：ファーストサマーウイカ[517]
- 2021年7月：本仮屋ユイカ[518]
- 2021年8月：光石研[519]
- 2021年9月：壇蜜[520]
- 2021年10月：鈴木拓（ドランクドラゴン）[521]
- 2021年11月：石黒賢[522]
- 2021年12月：酒井若菜[523]
- 2022年1月：西村まさ彦[524]
- 2022年2月：南沢奈央[525]
- 2022年3月：筧利夫[526]
- 2022年4月：片桐仁[527]
- 2022年5月：野間口徹[528]
- 2022年6月：藤田朋子[529]
- 2022年7月：落合モトキ[530]
- 2022年8月：秋山寛貴（ハナコ）[531]
- 2022年9月：紫吹淳[532]
- 2022年10月：温水洋一[533]
- 2022年11月：室井滋[534]
- 2022年12月：寺島進[535]
- 2023年1月：吉住[536]
- 2023年2月：陣内孝則[537]
- 2023年3月：ももいろクローバーZ[507]

### 月曜日
- タワレコ週間シングルチャート

タワーレコード全店の前週の売上を集計したシングルチャートトップ10を紹介する。祝日は休止。
- 私立玲奈学院

月曜アシスタントの松井が、自らが「すっげ〜」と思っているものを「レポート」として紹介する。松井が生放送にいない際も収録で放送されることがある。
最後のゲスト出演回となる2021年3月23日に1日限定で復刻した。

### 火曜日
- メール刑事プラス（2010年1月27日 - 2月10日）

ROIDの携帯アプリ「メール刑事」とのコラボレーション企画。吉田が出す事件をTwitter上のリスナーに推理してもらう。
- 世界の投信王に俺はなる!（2010年3月10日・17日）

日興アセットマネジメントが運営する投資信託シミュレーションゲームサイト「世界の投信王」に吉田・スタッフが挑戦する。
- 五戸美樹のごのへんがわからない（2010年5月19日・26日）

ニッポン放送新人アナウンサー五戸美樹がわからないことを吉田に教えてもらう。5月19日はエヴァンゲリオン、5月26日はTwitter。
- 謎の幻想楽団 Sound AHorizon（2010年7月7日 - 8月4日、12月30日）

吉田の「強制的な謝罪」を合図に謎の幻想楽団「Sound AHorizon」のADボレ国王とその息子が登場。プロローグドラマに続いて、神の唄声（吉田のカラオケ音源）が流れる。
- ニートの法則（2010年4月7日 - 2010年10月6日）

リスナーから寄せられた「ニートあるある」を紹介し、ニートの日常を検証する
この番組で言う「ニート」とは、「若くて、時間はあるが、お金もやる気もない人」のことを指す
テーマ曲はビートルズ「Ａll You Need is Love」。「ニートルズ『All You Neet is Love』」と番組内ではダジャレ混じりに紹介していた。
- クイズ、あずさゴン（2014年6月18日 - ）

リスナーから寄せられた誰でも答えられる問題に、“ドンマイ”なドジっ子の田所が答える
正解すれば1問ごとに5ポイント獲得。合計100ポイント獲得で『田所あずさのミューコミプラスをできる券』がプレゼントされる。

### 水曜日
- myspace CD　音楽堂（ - 2010年4月1日）

Myspaceとポニーキャニオンのコラボレーションによる音楽サービス「myspace CD」の店長である飯田がお勧めアーティストを紹介する。『宇宙GメンEX』最末期からのコーナー。
- アニメソングプラス（2010年4月8日 - 9月9日）

吉田が気になるアニメソングをアニメファンの視点から紹介する。
- スモールスケールニュース

テキスト生放送でリスナーから寄せられた日常の誰も得しないニュース(駄ニュース)を紹介する
- 着うたフル総合ランキング TOP10

レコチョク調べの着うたフルランキングトップ10を紹介する。

### 24:53以降の5分枠
2016年8月2日、『SUPER☆GiRLS 超絶パーティー』の終了に伴い、番組枠が拡大され『ミュージック・パーティー』までの時間に拡大された。2016年10月4日からは『Pop'n Rollミュージック』が終了したことからSTVラジオでもネットを開始したが2017年3月30日をもって一時廃枠となる。
2019年12月31日をもって『浜辺美波 真夜中のシンデレラ』が終了したため、2020年1月2日より再び当枠が復活している。ただし、STVラジオではネットしないことを踏まえ、24:53をもって一度番組を終了させている。
1月18日までは「ミューコミプラス」presents スタプラアイドルフェスティバル〜今宵、シンデレラが決まる〜」に出演するアイドルを掘り下げる企画を行った。吉田曰く「編成から丸投げされたんだから番組を作っちゃえ。」ということで1月21日以降はリスナーから「アイドルの箱番組」企画を募集、2月18日からのスペシャルウィーク企画『まだ存在しないアイドル番組決定戦』でファイナリストを4組を決定し、3月から実際に番組として放送開始。なお、同月31日以降は前述の通りアカネノ音開始に伴う放送時間縮小に伴い24:45頃に枠移動したため、これまでネットされなかったSTVラジオでも聴取が可能となった。但し、番組の進行状況によって開始時間が前後する上、放送中止となる場合もあった。2021年3月の番組終了に伴う「閉店スペシャル」実施のため、同年2月をもって全て終了。
火曜日（月曜深夜）
- 香椎かてぃの喫煙所探訪（香椎かてぃ（ZOC）） 2020年3月4日 - 4月28日
  - 本編アシスタントの西井が録音とコーナーアシスタントを務めている関係上、本コーナーのみ吉田（一翔）・西井による生コメンタリー形式での放送となっていた。2019年新型コロナウイルス感染症の流行に伴う緊急事態宣言発令の影響により局舎外での新規収録が困難となったため、下記の企画に置き換えられた[539]。
- ヤンキーのLOVERかてぃと天使西井の 究極の二択!（香椎かてぃ、西井万理那） 2020年5月5日 - 7月21日[540]
- 香椎かてぃとそわんわんの愛の御言葉（香椎かてぃ、そわんわん） 2020年7月28日 - 10月20日[541]
  - 2020年10月27日以降は、香椎が体調不良で休演となりZOCメンバーが代理で出演。

藍染カレンとそわんわんの愛の御言葉 2020年10月27日 - 11月31日（11月17日のみ、そわんわんが1人で進行。）
巫まろとそわんわんの愛の御言葉 2020年12月7日 - 2021年1月12日
雅雀り子とそわんわんの愛の御言葉 2021年1月19日 - 2月16日
大森靖子とそわんわんの愛の御言葉 2021年2月23日
水曜日（火曜深夜）
- 湯気の向こうに人生が見えるユイ・ガ・ドクソンのお悩みラーメン相談（ユイ・ガ・ドクソン（GANG PARADE）） 2020年3月5日 - 2021年2月24日

木曜日（水曜深夜）
- 十束おとは自作PCの世界（十束おとは（フィロソフィーのダンス）、吉田尚記） 2020年3月6日 - 2021年1月29日[547]
  - 十束は本編のみ出演。冒頭及び末尾のナレーションは吉田が担当（本コーナーのみ吉田名義での出演）。
- 十束おとはショムニの世界（十束おとは） 2021年2月5日 - 2月25日

金曜日（木曜深夜）
- 根岸可蓮の5分なにしてますか？ラジオ好きですか？アニメ語っていいですか？（根岸可蓮） 2020年3月7日 - 2021年2月26日
  - 2021年は根岸が本編アシスタントに就任したため生放送で実施。そのため一翔（吉田）やその週のゲスト出演者が介入するケースや、本コーナーのまま番組エンディングに入る場合もあった。

### 「サポーターズプラス」サポーター一覧
[CM]：CM、実施曜日にクレジット付加

## スペシャルウィーク企画
スペシャルウィーク中は、2011年4月度までは「声優プラス」の特別版として、4日連続で声優が出演していた。2011年6月度からは「ミューコミ」初期のスペシャルウィーク企画のような、Twitter投票や街頭アンケートによるリスナー参加型企画を行っている。また、リスナープレゼントは、吉田のポケットマネーから支出されることがある。

### 2010年
Twitter連動企画! 人気声優が毎日登場! 君に贈る妄想、愛のつぶやきスペシャル（2010年2月16日 - 19日）
4日連続で声優がゲスト出演し、「勝手に着声リクエスト（現：もう!私に何を言わせるの!?）」の特別版「君に贈る妄想・愛のつぶやき」と「140文字のハートストーリー」を展開する。
人気声優 in Twitterワンダーランド〜もう!私に何を言わせるの!?〜（2010年4月20日 - 23日）
4日連続で「ファンタジー（実力があり、かつキャラクターが面白い）」な声優がゲスト出演し、「もう!私に何を言わせるの!?」と「140文字のハートストーリー」、「声優風呂」の企画を行う。
人気声優 in Twitterワンダーランド〜もう!私に何を言わせるの!?〜 vol.2（2010年6月22日 - 25日）
4日連続で声優の「日本代表」がゲスト出演し、「もう!私に何を言わせるの!?」と「140文字のハートストーリー」、おやすみ中のゲスト声優がリスナーからの質問に答える質問コーナー「声優お泊りプラス」の企画を行う。
人気声優 夏Twitter〜熱いつぶやき! 受け止めて〜（2010年8月24日 - 27日）
4日連続でTwitterを使いこなしている声優がゲスト出演し、「もう!私に何を言わせるの!?」と「140文字のハートストーリー」、吉田がゲスト声優を「スカイツリー」に連れて行き、強風の中、リスナーからの質問に答えてもらう、質問コーナー「声優スカイツリー」の企画を行う。
スフィアが毎日、日替わりで登場！トリックorツイート スフィア in Twitter妄想ハロウィンパーティー！！（2010年10月19日 - 22日）
4日連続で声優ユニット｢スフィア｣のメンバーがゲスト出演し、「もう!私に何を言わせるの!?」と「140文字のハートストーリー」、ハロウィンの仮装をした吉田がスフィアメンバーの家を訪れ、質問に答えてもらう、質問コーナー「トリック or ツイート！ スフィア in Twitter妄想ハロウィンパーティー」を行う。
あの人気声優とジングルベル♪妄想クリスマスパーティー！（2010年12月13日 - 16日）
4日連続で人気声優がゲスト出演し、「もう!私に何を言わせるの!?」と「140文字のハートストーリー」、サンタに扮した吉田がゲスト声優の家を訪れ、質問に答えてもらう、質問コーナー「声優クリスマスイブ」を行う。

### 2011年
人気声優が毎日登場 君に贈る卒業式（2011年2月22日 - 25日）
4日連続で人気声優がゲスト出演し、卒業をテーマにした「もう!私に何を言わせるの!? 卒業編」と「140文字のハートストーリー 卒業編」を行う。質問コーナーは、「サポーターズプラス」放送のため、21日のみ実施。
もしも！アイドル声優が妄想ツイートを読んだなら！（2011年4月19日 - 22日）
4日連続で人気声優がゲスト出演し、1時間にわたって「もう! 私に何を言わせるの!?」を行う。なお、「140文字のハートストーリー」はディレクターが「（セリフ押しで）行っちゃえよ！」と言ったが、吉田が「乗っかった」ため休み。
10代が選ぶ！お前の好きな1都3県ランキング！（2011年6月7日 - 10日、14日 - 17日）
日替わりテーマで1都3県（ニッポン放送の放送対象地域のうち南関東地域に当たる、東京・神奈川・埼玉・千葉）の中でどこが愛されているかを街頭アンケート、テキスト生放送分でのTwitter、メール、FAXで投票してもらい（各1票ずつ、1人最大4票まで）、その結果をランキング形式で発表する、ジャンル別対抗戦を実施。
番組内では、「1都3県PR大使」リスナーの生電話出演、1都3県出身のゲストアーティスト・声優、西川貴教による応援メッセージで、対抗戦を盛り上げた。番組初の声優企画以外のスペシャルウィーク企画（「もう!私に何を言わせるの!?」は、14日に「埼玉への萌え萌えエール」として実施）であり、聴取率調査週間の前週から実施。
イイね！ 神奈川選手権（2011年8月16日 - 19日、23日 - 26日）
2011年6月度スペシャルウィーク企画の続編として、「お前の好きな1都3県ランキング」で優勝した神奈川県をフィーチャーし、神奈川に関する日替わりテーマに対して、「どちらがより『イイネ！』と愛されているのか」を街頭アンケート、テキスト生放送分でのTwitter、メール、FAXで投票してもらう（各1票ずつ、1人最大4票まで）。番組内では、「PR大使」リスナーの生電話出演、神奈川にゆかりあるゲストタレント・アーティストによる応援メッセージで、リスナー投票を盛り上げる。聴取率調査週間の前週から実施。
1都3県、放課後お出かけマップ！ 10代の放課後バイブルを作ろう！ イイね！（2011年10月11日 - 14日、18日 -　21日）
2011年6月度に続く1都3県対抗戦第2弾。日替わりテーマで街頭アンケート、テキスト生放送分でのTwitter、メール、FAXで投票してもらい（各1票ずつ、1人最大4票まで）、その結果をランキング形式で発表する。番組内では、「PR大使」リスナーの生電話出演、ゲストアーティスト・声優による応援メッセージで、リスナー投票を盛り上げる。聴取率調査週間の前週から実施。
なお、これまで過去2回行った街頭アンケートを行う場所について吉田とスタッフが決めていたのだが、今回はリスナーからメールで送ってくれた「お出かけ場所の候補」をその日のエンディングでダーツによって決めていく方式を取る。なお、スペシャルウィーク期間中のダーツの的は、吉田の私物となった。
10代が好きな　おどろきのチョビたしクッキング!～意外なオリジナルレシピを探せ!～（2011年12月6日 - 9日、13日 - 16日）
日替わりテーマで、混ぜて食べると美味しい「チョビたしクッキング」を街頭アンケート、テキスト生放送分でのTwitter、メール、FAXで募集し、その中から番組が候補を5つ選出。さらに5候補の中で、どれが美味しいかを、生放送時にメール、Twitterでリスナー投票してもらい、その結果をランキング形式で発表する。番組内では、「チョビたしクッキング」推薦リスナーの生電話出演やゲストアーティスト・声優が「チョビたしクッキング」5候補を試食し、番組を盛り上げた。

### 2012年
10代が発見! 1都3県 みんなに聴いてほしい ローカルアンセム（2012年2月21日 - 24日）
地元でしか知らない、あるいは聞けない、ローカルアンセム（ご当地ソング）を街頭アンケート、テキスト生放送分でのTwitter、メール、FAXで募集し、その中から番組が候補を5つ選出。さらに5候補の中で、どれが良いかを、生放送時にメール、Twitterでリスナー投票してもらい、その結果をランキング形式で発表する。
ももクロサミット2012（2012年4月17日 - 24日）
ももいろクローバーZをフィーチャーする一週間、ももクロが好きな芸能界の「モノノフ」が連日ゲスト出演し、テキスト生放送分で募集したももクロに関するテーマについて、語りつくす。また、ももいろクローバーZのメンバーもメッセージ出演し、ももクロに関するリスナーアポなし生電話クイズ企画「行くぜっ！回答リスナー」を実施する。
一都三県リスナー対抗ウルトラクイズ（2012年6月5日 - 8日、12日 - 15日）
この番組における『リスナーの頂点』を決めるクイズ大会を開催する。1週目は、毎日、一都三県の1つの場所にスポットを当てての地区予選。2週目はその地区予選を勝ち抜いたリスナー計8名による本大会となっている。決勝が行われた2週目には、番組リスナーによる勝敗予想企画を実施した。また、一週目に地区予選も行われた1都3県の街頭ロケでは、ギャラクシー賞受賞トロフィーを引っ提げての『街頭でギャラクシー賞トロフィーを触る会』も実施された。
現役グラビアモデルがアニメコスプレで、あなたの家へ直撃！（2012年8月21日 - 24日）
この番組にゲストに来てくれた時に、ガチのアニメオタクだったことが明らかになった、日テレジェニック2010出身の内田理央が、リスナーの家にコスプレで来てくれる企画。なお、8月14日から17日と21日から24日には、21日からの4日間のスペシャルウィークで「内田理央に、どんなコスプレをしてほしいか」について、街頭アンケートを実施。吉田と番組スタッフが、リスナーや通行人に対してアンケート用紙を配る。
ミューコミプラス×こえ部　スペシャルコラボレーション! めざせアニメ紅白!歌ってみちゃった選手権 in 代々木第一体育館（2012年10月16日 - 19日）
前回、「アニメ紅白」開催時にお世話になった「こえ部」とのコラボレーションで、「ミューコミプラス PRESENTS アニメ紅白歌合戦　Vol.2」オープニングアクトの番組代表出場者を決定する、歌唱オーディション企画。
リスナーから自慢の歌声をこえ部の特別ページと、街頭アンケートで募集。18日までの3日間は1次審査を通過した作品による、予選ブロック（リスナー投票審査）、最終日はこえ部事務局と番組、特別審査委員のヒャダイン審査による、決勝戦を実施する。また、1都3県で街頭アンケートでは、「HISANORI YOSHIDA　WORLD TOUR 2012」として、吉田アナが街頭で「歌声」を披露する。
なお、「アニメ紅白VOL.2」オープニングアクト出演者は、全エントリーの中から「こえ部」代表出場者が11月下旬にもう1人選ばれた。
目指せ！代々木第一体育館・アニメ紅白歌合戦vol.2出演権争奪！影アナ選手権（2012年12月11日 - 14日）
前回のスペシャルウィークに続いて、「アニメ紅白歌合戦vol.2」を盛り上げる、第2弾企画。イベント当日の開演前アナウンス（影アナ）を務めるリスナーをメールやこえ部サイト と街頭アンケートで募集する。12月11日-13日はTwitter投票によるブロック予選、13日にはブロック予選を勝ち抜いた3名による決勝戦を行う。なお、今回はリスナープレゼントとして、ヱヴァンゲリヲン新劇場版:Q・特製オリジナルステッカーの宇多田ヒカル版を50名のリスナーにプレゼントする。

### 2013年
オールナイトニッポン45周年記念!いまお前に聴かせたい!伝説のあの番組（2013年2月19日 - 22日）
45周年を迎えたニッポン放送の看板番組『オールナイトニッポン』の「秘蔵音源」から、「伝説の名シーン」を放送する。また、吉田が過去のオールナイトニッポン（特に番組と縁の深い西川貴教のオールナイトニッポン）で起こった事件をモチーフとした体当たり企画の再現に挑まされた。
一都三県 リアル10代と一緒に作る!「リア10」ランキング（2013年4月16日 - 19日）
新しい友達、仲間と“より仲良くなる”をテーマにして、一都三県で各県の「10代の好きなもの」を街頭インタビュー調査を行い、調査結果を特設サイト上でのアンケート結果と合わせて集計し、ランキング形式で発表する。さらに、番組の最後に、ランキングをもとにして作成した「妄想ラジオドラマ」を放送する。
選抜総選挙から研究生まで!AKB48特大号ウィーク!（2013年6月11日、13日、14日）
11日は吉田アナの密着レポート音源を交えた月曜レギュラーアシスタント SKE48 松井玲奈の選抜総選挙振り返り企画、13・14日は2013年7月7日放送の「オールナイトニッポンR」特別パーソナリティ権を掛けて、PRショート番組のアクセス数を競う「AKB48グループ研究生 オールナイトニッポン選抜総選挙」を行う。
また、放送期間中はPR番組が聞けるQRコードを掲載したチラシを、1都3県で配布する。なお、6月11日は「ニッポン放送サッカースペシャル ブラジルワールドカップ アジア最終予選 日本×イラク」放送のため、休止となる。
アイドルサミット2013 リスナーが選ぶ! アイドル総合ランキング!!（2013年8月27日 - 30日）
ハガキ、ホームページ上の投票フォーム、メール、FAX、街頭アンケートでの一般投票（各1票ずつ、1人最大5票まで）による全アイドル対象のランキングを作成し、番組内でランキングトップ50を、カウントダウン形式で発表する。また、テキスト生放送ではリスナーから日替わりテーマでアイドルの推薦候補を募集。その中から吉田が選んだ最終候補で生放送中にリスナー投票を行い、「ジャンル王」を決定する。
アイドルがキミのお家でコーディネート!! ミュ～コミ+プラス オタク改造計画!!（2013年10月22日 - 25日）
ファッションには全く興味なく、いまいち「リア充」できないリスナーの部屋に話題のアイドルを派遣し、直接コーディネートを行う。また、コーディネート完成後には、コーディネートで変身したリスナーの写真を見て、オシャレなキャッチフレーズを考えてもらう、「オシャレキャッチフレーズ選手権」を行う。
ミュ～コミプラス　クリスマスパーティ キミのお家にアイドルサンタがやってくる!（2013年12月10日 - 13日）
淋しいクリスマスを過ごしているリスナーの家に吉田とアイドルサンタが訪問し、パーティーを開催する。また、スペシャルウィーク期間中、月曜レギュラーアシスタントの松井が毎日出演し、キーワードクイズを行う。

### 2014年
ミューコミプラス 10代が選ぶ!卒業ソングベスト40（2014年2月18日 - 21日）
リスナーから寄せられた「好きな卒業ソング」ベスト40をカウントダウン形式で発表する。また、リスナーから寄せられた卒業にまつわるエピソードを、レギュラーアシスタントと日替わりゲスト声優が朗読する。
リスナークイズ王決定戦!~吉田アナと音楽・マンガ・アイドル・アニメの王は俺だSP~（2014年4月15日 - 18日、22日 - 25日）
番組の最重要課題として、『音楽』、『マンガ』、『アイドル』、『アニメ・声優』の各ジャンルに関するクイズを出題し、各ジャンルの最も詳しいリスナーを決める。スペシャルウィーク前週に街頭予選やテキスト生放送で実施されるTwitter予選「吉田クイズ」・番組内で出題されるメール予選「1stクイズ」で挑戦者を選出し、スペシャルウィーク週に前週の予選を勝ち抜いたリスナーと、街頭・Twitterでの最終予選を勝ち抜いた者で、決勝を行う。
ミューコミプラス・エンタメ選抜総選挙!吉田JAPAN、ベストイレブンはこれだ!!（2014年6月10日 - 13日）
ミューコミプラスが得意とするエンタメのジャンルに関するベストメンバーをリスナー投票してもらい、各ジャンルのベストイレブンを決定する。
ニッポン放送開局60周年ミューコミプラス・ラジオドラマ『バック・トゥ・ザ・レディオ』!!（2014年8月26日 - 29日）
ニッポン放送 開局60周年記念のオリジナルラジオドラマを放送する。2050年のラジオ滅亡の危機を救うため、吉田がニッポン放送の歴史をタイムスリップする内容で、主演・吉田尚記役を小野大輔が務める他、浅沼晋太郎、野島健児、スフィア（寿美菜子、高垣彩陽、戸松遥、豊崎愛生）、立木文彦、花澤香菜、petit milady（悠木碧、竹達彩奈）、オールナイトニッポンから春日俊彰（オードリー）、アルコ&ピース、オールナイトニッポン0からウーマンラッシュアワー、ラブレターズ、レギュラーアシスタントの田所あずさ、松井玲奈、ニッポン放送アナウンサー陣（垣花正、新保友映、箱崎みどり、飯田浩司、五戸美樹、東島衣里、くり万太郎)やオールナイトニッポンスタッフも出演。第2話以降のあらすじ紹介を中村繪里子、吉田は制作総指揮を務める。
ミュ～コミ+プラス　もうすぐ1000回!オール“すげぇ”大感謝祭!ミューコミファミリーがお宝を持って大集合!リスナー1000人プレゼント!!!（2014年10月21日 - 24日）
2014年10月30日に番組が「放送1000回」を迎えるため、リスナーに感謝の思いを還元するため、ゲストにアイドル・声優ユニットを迎えて、ゲーム・クイズ大会を開催し、ゲーム・クイズの勝者予想に参加したリスナー1000名にアニメ・アーティストグッツや吉田の私物などのプレゼントを行う。なお、スペシャルウィーク期間中では100〜200名分しかリスナープレゼントできなかったため、翌28日以降もプレゼント企画を実施した。
リスナーが選ぶ、ミューコミポップカルチャー大賞2014（2014年12月9日 - 12日）
リスナー投票で、音楽・アイドル・アニメ・声優の各賞を選考し、その結果を番組内で発表する。月曜日「アイドル」、火曜日「アニメ」、水曜日「音楽」、木曜日「声優」。

### 2015年
グッドミューコミュニケーション!なぜ、このラジオを聴くと楽になるのか?コミュ障克服ラジオ!（2015年2月17日 - 20日）
吉田尚記の著書「なぜ、この人と話をすると楽になるのか」発売に合わせ、コミュニケーションのプロやコミュ障を脱した人をゲストに迎えて、話を伺いながら、リスナーから寄せられたコミュニケーションに関する悩みに対する吉田アナウンサーやアシスタント・ゲスト・リスナーが提案したアドバイスの中から、番組的ベストアンサーを決定する。また、スペシャルウィーク前週より、吉田尚記による著書発売記念の書店回りを行う。
ももいろクローバーZ出演 映画「幕が上がる」スピンオフ・ラジオドラマ「カフが上がる」（2015年4月21日 - 24日）
ももいろクローバーZ主演の映画「幕が上がる」のスピンオフ・ラジオドラマを放送する。県立富士ケ丘高校高校内唯一の放送部員・美優の『ラジオドラマを作りたい』という夢をかなえるため、美優と同校演劇部所属の3年生5名が「ミューコミ+プラス」のラジオドラマコンテストに向けて、ラジオドラマ制作に打ち込んでいくする内容。なお、美優と演劇部5名が制作したラジオドラマは、劇中劇『走れJK』として最終日に放送された。原作は平田オリザ、主演を映画同様ももいろクローバーZが務める他、立木文彦、アルコ&ピース、吉田尚記、レギュラーアシスタントの田所あずさ、松井玲奈、応募で選ばれた番組リスナーが出演する。また、各話のあらすじ紹介を中村繪里子が担当する。
アイドルが毎日出演! キミのためにささやく"胸キュン"ハートストーリー(2015年6月9日 - 12日)
アイドルをゲストに迎えて、リスナーとの生電話を交えながら、「もう!私に何を言わせるの!?」の特別版を行う。月曜日:乃木坂46（秋元真夏・中田花奈）、火曜日:℃-ute（矢島舞美・中島早貴）、水曜日:渡辺麻友（AKB48）、木曜日:TrySail（麻倉もも・雨宮天・夏川椎菜）。
卒業直前!SKE48松井玲奈“前のめり”プロデュース、クイズ・レナティックワールド（2015年8月25日 - 28日）
2015年8月31日にSKE48を卒業する、月曜アシスタント・松井が好きなものにちなんだ一般常識クイズ（レナティッククイズ）を出題し、トーナメント形式でリスナーの中から真のレナティッククイズ王を決定する。
『ゲストがクイズをプロデュース!?ミュ〜コミ＋プラス秋のリスナークイズ王決定戦!』（2015年10月20日 - 23日）
前にレナテックワールドとしてのクイズルールを一部変更し「ゲストの好きな事だったり趣味だったり、プロフィールをきっかけにした一般常識問題を出題し、最終的にリスナーの中から秋のリスナークイズ王を決定していきます」・10月20日予選一日目第1試合、第2試合・10月21日予選二日目　第3試合、第4試合・10月22日準決勝・10月23日決勝戦となる。
オープニング出題者は松井玲奈、乃木坂46深川麻衣、℃-ute 矢島舞美・萩原舞、竹達彩奈。
ミューコミ＋プラス キミに届ける!胸キュンテレフォン!（2015年12月15日 - 18日）
ゲストにアニメ紅白歌合戦Vol.5出演予定のアイドル・声優を迎え、リスナーとの生電話を交えながら、「もう!私に何を言わせるの!?」の特別版を行う。

### 2016年
春はすぐそこ!気分はアゲアゲ!ティーンズが選ぶカラオケランキング・ベスト40!（2016年2月16日 - 19日）
街頭アンケートやリスナーからのメールを元に作成した10代が選ぶカラオケランキングベスト40を発表する。また、ランキングの中から1曲をゲストの女性アイドル・声優が生歌唱する。
ありがとう10周年!レジェンドゲストも連日登場!今明かされるミューコミ列伝!!（2016年4月16日 - 19日）
吉田尚記が「ミューコミ」から24時台を担当し始めて10周年を迎えた事を記念して、番組にゆかりのあるゲストを迎える。
『ミューコミプラス特別編！ 第8回AKB48選抜総選挙直前！ 速報上位メンバーが公約発表！』（2016年6月14日 - 17日）
月曜日は北原里英・須田亜香里、火曜日は横山由依・宮脇咲良、水曜日は向井地美音・渡辺麻友・指原莉乃・松井珠理奈、木曜日は兒玉遥・キンタロー。。
『現役アナウンサー vs YouTuber 深夜ラジオで○○してみた!!』（2016年8月23日 - 26日）
TBSテレビを除く各局の現役アナウンサーと話題の人気YouTuberが連日生登場する。月曜日はフィッシャーズ（シルクロード、ンダホ）、火曜日はAKI GAME TV、水曜日はヲタファ・じゃじゃーん菊池・水溜りボンド・おるたなChannel、木曜日はゴー☆ジャス。
『2016年の話題の人が総登場！2016全全全部まとめ』（2016年12月13日 - 16日）
月曜日は樋口真嗣、火曜日は片渕須直・細谷佳正、水曜日は久保ミツロウ、木曜日は新海誠。

### 2017年
「世界一受けてみたかった授業！」（2017年2月21日 - 24日）
月曜日は井上喜久子（国語教諭）、火曜日は嗣永桃子（小学校教諭）、水曜日はあばれる君（高校社会教諭）・大原櫻子（生徒）、木曜日はみずしな孝之（小学校教諭）・山口めろん・中村繪里子（生徒）。
「ミュ〜コミプラス×けものフレンズ すごーいフレンズが登場〜真夜中のジャパリパークへようこそ〜！！！」（2017年4月18日 - 21日）
月曜日はアライグマ（アライ）役の小野早稀・イワトビペンギン（イワビー）役の相羽あいな、火曜日はコウテイペンギン（コウテイ）役の根本流風・ジェンツーペンギン（ジェーン）役の田村響華、水曜日はサーバル役の尾崎由香・フェネック役の本宮佳奈、木曜日はロイヤルペンギン（プリンセス）役の佐々木未来・フンボルトペンギン（フルル）役の築田行子。
「ミュ～コミプラス　勝手にラジオドラマ『けものフレンズ12．42話』  」（2017年6月13日 - 16日）
けものフレンズをパロディにした内容のラジオドラマを放送した。
キャストは内田彩、尾崎由香、吉田尚記、小野早稀、本宮佳奈、佐々木未来、根本流風、田村響華、相羽あいな、築田行子、松井玲奈、真山りか、田所あずさ、鈴木絢音、佐々木琴子、大西ライオン、吉田めぐみ（順不同）。
なお、火曜日には乃木坂46の鈴木絢音と佐々木琴子、木曜日には内田彩と大西ライオンがスタジオにゲスト出演した。
「有楽町怪談 ～イケボで綴るこわーい話～」（2017年8月22日 - 25日）
リスナーから募集した怖い話を、男性声優が朗読する。月曜日は野島健児、火曜日は檜山修之、水曜日は内山昂輝、木曜日は置鮎龍太郎。怪談の朗読には、アシスタントの松井玲奈と田所あずさも参加した。
「神アニソンカウントダウン2017決定版！」（2017年10月17日 - 20日）
リスナーからの投票および街頭インタビューによってランキングしたアニソンベスト40をカウントダウン式に発表する。なお、4日間に渡ってゲストは呼ばず、吉田尚記とアシスタント（松井玲奈、田所あずさ、飯窪春奈）のみで放送した。
全曲の順位は こちら を参照。1位を獲得した曲は、どうぶつビスケッツ×PPP「ようこそジャパリパークへ」（『けものフレンズ』OP）であった。
「神アイドルソング2017決定版！」（2017年12月12日 - 15日）
前回のスペシャルウィーク企画と同じ方法で集計したアイドルソングベスト40を全曲放送する。また、月曜日にはBiSH、木曜日には吉崎綾がゲスト出演した。全曲の順位は こちら を参照。1位を獲得した曲は、ベイビーレイズJAPAN「夜明けBrand New Days」であった。

### 2018年
ヴァーチャル・アニメ紅白歌合戦 4days！！（2018年2月27日 - 3月2日）
前年まで開催されていたアニメ紅白歌合戦が、代々木第一体育館の改修に伴い行えなくなったため、「仮想フェス」と題して番組内で開催。白組司会は吉田尚記、紅組司会は番組アシスタント（月曜日は松井玲奈、火曜日は田所あずさ、水曜日は秋本帆華、木曜日は豊崎愛生）。
ミュ～コミ×ももクロ！結成10周年！生放送DE個別面談だ～～～～Z！！！！（2018年4月17日 - 20日）
ももいろクローバーZのメンバーを毎日1人ずつ招き、吉田尚記と2ショットで放送。企画内容に合わせるため、アシスタントの成瀬は1週間休み、田所はその間退出していた。月曜日は百田夏菜子、火曜日は玉井詩織、水曜日は佐々木彩夏、木曜日は高城れに。

### 2019年
放送2000回記念！Wサウザンドスペシャルウィーク （2019年8月20日 - 30日、2週間）
10年目を迎えたミューコミプラス、8月29日(木)に2000回を迎えるということで、8月20日から8月30日までの2週間2000回を記念して「ずっと出てくれてる人」「いつも出てくれる人」「最近めっちゃ仲良くなった人」などを呼んじゃおう!!というスペシャル。ゲストは20日はベッド・イン×ONIGAWARA、21日はCHiCO with HoneyWorksのCHiCO・黒沢ともよ、22日はせりざわーず（I☆Risの芹澤優、私立恵比寿中学の真山りか、夢みるアドレセンスの荻野可鈴）、23日はスフィア、27日はゴールデンボンバーの鬼龍院翔・松井玲奈（アシスタント）、28日はすとろべりーぷりんす・略 - すとぷり・ジェル、29日はフィッシャーズ、30日は竹達彩奈。

## 特別番組
「吉田尚記のオールナイトニッポン feat.ミュ～コミ+（プラス）」を皮切りに、2010年以降「吉田尚記のオールナイトニッポン」の年末年始特別番組として放送している。なお、ネット局は、ニッポン放送以外はオールナイトニッポン0(ZERO)やオールナイトニッポンRのネット局に準じる。

## ミュ～コミ+プラスTV
スカパーJSAT、アニマックスブロードキャスト・ジャパン、ニッポン放送のコラボレーション番組として、2017年7月28日よりBSスカパー!にて本番組のテレビ番組版「ミュ～コミ+プラスTV presented by アニマックス」が放送されている。番組MCの吉田がゲストと一緒に、アニメカルチャーやアニメ音楽を様々な切り口の企画で楽しむ内容となっている。
放送時間
- 初回放送 - :2018年3月 毎月第4金曜日23:30 - 24:00
- 2018年4月:第4金曜日24:00-24:30
- 2018年5月 - :毎月第4木曜日25:00-25:30
- 再放送:毎月第4日曜日20:30 - 21:00・第2水曜日20:30 - 21:00・第4金曜日23:00 - 23:30

放送リスト
| 回数 | 初回放送日     | 特集テーマ                                                                      | ゲスト                                             |
| ---- | -------------- | ------------------------------------------------------------------------------- | -------------------------------------------------- |
| 1    | 2017年 7月28日 | ナンバカ                                                                        | 上村祐翔、Kimeru                                   |
| 2    | 8月25日        | 機動戦士ガンダム THE ORIGIN                                                     | 潘めぐみ、安彦良和                                 |
| 3    | 9月22日        | うしおととら                                                                    | 畠中祐、小山力也、藤田和日郎                       |
| 4    | 10月27日       | ANIMAX MUSIX                                                                    | 茅原実里、OxT、田所あずさ                          |
| 5    | 11月24日       | PSYCHO-PASS サイコパス                                                          | 花澤香菜                                           |
| 6    | 12月22日       | 食戟のソーマ                                                                    | 高橋未奈美                                         |
| 7    | 2018年 1月26日 | 夏目友人帳                                                                      | 井上和彦、堀江一眞                                 |
| 8    | 2月23日        | キングダム                                                                      | 森田成一                                           |
| 9    | 3月23日        | 柿原徹也のひざくりげ ～ひびけ！戦国名言編～                                     | 柿原徹也                                           |
| 10   | 4月27日        | 機動戦士ガンダム THE ORIGIN                                                     | 潘めぐみ、川口克己、OxT、田所あずさ                |
| 11   | 5月23日        | 銀の匙 Silver Spoon                                                             | 木村良平                                           |
| 12   | 6月28日        | 僕のヒーローアカデミア                                                          | 山下大輝                                           |
| 13   | 7月26日        | ムヒョとロージーの魔法律相談事務所                                              | 村瀬歩、林勇                                       |
| 14   | 8月23日        | ムヒョとロージーの魔法律相談事務所                                              | 村瀬歩、林勇                                       |
| 15   | 9月27日        | あかねさす少女                                                                  | Lynn                                               |
| 16   | 10月25日       | 火ノ丸相撲                                                                      | 阿部敦                                             |
| 17   | 11月22日       | 機動戦士ガンダムNT                                                              | 榎木淳弥、小形尚弘                                 |
| 18   | 12月27日       | 変態音響監督プロデュース 妄想トークライブ                                       | 福山潤、森田成一、赤羽根健治、菅沼久義、田所あずさ |
| 19   | 2019年 1月24日 | 変態音響監督プロデュース 妄想トークライブ                                       | 福山潤、森田成一、赤羽根健治、菅沼久義、田所あずさ |
| 20   | 2月28日        | デジモンアドベンチャー tri.                                                     | 三森すずこ                                         |
| 21   | 3月28日        | 頭文字D                                                                         | 三木眞一郎                                         |
| 22   | 4月25日        | タッチ                                                                          | 日髙のり子、永井幸治                               |
| 23   | 5月23日        | 東京喰種トーキョーグール                                                        | 岸尾だいすけ、立花慎之介                           |
| 24   | 6月27日        | 吉田尚記プロデュース 妄想トークライブ                                           | 柿原徹也、小野友樹、代永翼、阿部敦、田所あずさ     |
| 25   | 7月25日        | 吉田尚記プロデュース 妄想トークライブ                                           | 柿原徹也、小野友樹、代永翼、阿部敦、田所あずさ     |
| 26   | 8月22日        | PSYCHO-PASS サイコパス                                                          | 関智一、阿久津みちほ、鈴木拡樹                     |
| 27   | 9月26日        | PSYCHO-PASS サイコパス                                                          | 関智一、阿久津みちほ、鈴木拡樹                     |
| 28   | 10月24日       | 上野さんは不器用                                                                | 芹澤優                                             |
| 29   | 11月28日       | 僕のヒーローアカデミア                                                          | 山下大輝、三宅健太、しんや、笠原ゴーフォワード     |
| 30   | 12月27日       | ようこそ妄想営業部へ♥ ～もしも声優がスーツ男子だったら、 あなたはナニさせる？～ | 西山宏太朗、伊東健人、小林裕介、堀江瞬             |
| 31   | 2020年 1月24日 | ようこそ妄想営業部へ♥ ～もしも声優がスーツ男子だったら、 あなたはナニさせる？～ | 西山宏太朗、伊東健人、小林裕介、堀江瞬             |
| 32   | 2月28日        | ゾンビランドサガ                                                                | 田野アサミ、河瀬茉希                               |
| 33   | 3月27日        | ギヴン                                                                          | 中澤まさとも                                       |
| 34   | 4月24日        | ようこそ妄想営業部へ オンライン業務報告会                                       | 西山宏太朗、伊東健人、駒田航                       |
| 35   | 6月25日        | ギャルと恐竜                                                                    | 8467                                               |
| 36   | 7月23日        | ムヒョとロージーの魔法律相談事務所                                              | 林勇、NOW ON AIR、ZAQ                              |

## イベント
ミューコミ+プラス in 日比谷ラジオパーク2010（2010年5月2日、日比谷公園）
ニッポン放送の野外イベント「クリーン!&グリーン! THE ラジオパーク 2010 in 日比谷」の最終日、最後のステージイベントとして、ゲストに浅野真澄を招いて開催。
イベントの模様は2010年5月3日の番組内で放送。また、翌5月4日放送分では、吉田の京商ブースレポートを放送した。
東京サマーランド Special Summer Live!（2010年7月17日、東京サマーランド）
ゲストにJuliet、Sonar Pocketを招いて、トーク&ライブを行った。
イベントの模様は2010年7月20日の番組内で放送した。
吉田尚記トーク＆サイン会（2010年9月18日、ニッポン放送イマジンスタジオ）
2010年8月17日放送分で開催を発表。吉田のTwitter本「ツイッターってラジオだ!〜ナンバーワンツイッター番組のパーソナリティがつぶやくあなたの味方を増やす59の方法〜」を楽天ブックスで予約・購入した人を対象にした、Twitter本発売記念のイベント。
イベントの模様は2010年9月20日放送分の番組内で報告された。
映画「REDLINE」試写会&イベント（2010年10月1日、都内某所）
番組プロデュースの映画「REDLINE」試写会&トークショー。
イベントの模様は、Ustreamチャンネル「mc1242LIVE」で生配信された。
ミューコミ+プラス presents TOKYO VISUAL FESTIVAL 2010（2010年11月10日・11日、SHIBUYA-AX）
2010年8月30日放送分で開催を発表。10日のゲストにSuG、Versailles、11日のゲストにheidi.、Lc5、杉本善徳、10日・11日両日にゴールデンボンバーを迎えての「ミューコミ」時代から通算3回目を迎えるビジュアル系ライブイベント。
NHK・民放連共同ラジオキャンペーン「はじめまして、ラジオです。」 ミュ～コミ+プラス　公開録音（2011年10月2日、マルイシティ前特設ステージ）
渋谷を中心として開催された、第1回NHK・民放連共同ラジオキャンペーン「はじめまして、ラジオです。」の一環で、ゲストにももいろクローバーZを迎え公開録音を行った。
イベントの模様は2011年10月4日に放送。
ミュ～コミ＋プラス Presents 『リアルスティール』試写会（2011年11月20日、都内某所）
番組プロデュースの映画「リアルスティール」試写会&トークショー。
ミューコミ+プラス preasents アニメ紅白歌合戦（2012年2月19日、東京国際フォーラムホールA）
番組主催で13年ぶりの開催となるアニメソングイベント。白組司会を吉田アナ、紅組司会を豊崎愛生が務めた。
イベントの模様は2012年2月20日 - 23日（スペシャルウィーク期間中）に放送。
ミュ～コミ+プラス presents ミュ～フェス2012～Spring～ライブ1000本観戦アナ吉田のサブカル全部乗せ！（2012年4月15日、渋谷公会堂）
2012年3月7日放送分で発表。ゲストにももいろクローバーZ、SuG、クリープハイプを迎えてのライブイベント。
イベントの模様はももいろクローバーZ出演部分のみ、2012年4月16日 - 19日（スペシャルウィーク期間中）、24日に放送。　
「ミュ〜コミ＋プラス」presents ラジオパーク ライブ＆トーク（2012年4月29日、日比谷公園）
ニッポン放送の野外イベント「THE ラジオパーク 2012 in 日比谷 緑と、ラジオと、音楽と」の初日、最後のステージイベントとして開催される、河口恭吾、安田奈央、エンレイを迎えてのトーク＆ライブイベント。同イベント内では、「T.M.Revolution 西川貴教のちょこっとナイトニッポン」の公開録音を実施。
ミューコミ+プラス preasents アニメ紅白歌合戦 VOL.2（2012年12月16日、代々木第一体育館）
番組主催で2回目、通算5回目の開催となるアニメソングイベント。白組司会を吉田アナ、紅組司会をスフィアが務める。
イベントの模様は、2012年12月17日に放送。　
ミュ〜コミ+プラス presents 九州発アイドルグループLinQ新曲イベント（2013年4月28日 日比谷公園）
ニッポン放送の野外イベント「THE ラジオパーク 2013 in 日比谷 緑と、家族と、音楽と」の最終日のステージイベントとして、LinQの新曲イベントを行った。
ミューコミ+プラス preasents アニメ紅白歌合戦 VOL.3（2014年1月9日、代々木第一体育館）
ニッポン放送開局60周年記念企画「LIVE EXPO TOKYO 2014」の2日目に開催される、番組主催で3回目、通算6回目。また、開局記念イベントとしては通算3回目の開催となるアニメソングイベント。白組司会を吉田アナ、紅組司会をスフィアが務めた。イベントの模様は2014年1月20日週で放送。また「MUSIC ON! TV presents アニメ紅白歌合戦Vol.3」として、同年2月にBSスカパー!、3月にMUSIC ON! TVでも放送された。
ミューコミ+プラス 公開イベント（2014年4月27日、日比谷公園）
ニッポン放送の野外イベント「THE ラジオパーク 2014 in 日比谷 エコと、緑と、健康と」の2日目のステージイベントとして開催された、ゲストにGEM、Paletを迎えてのイベント。イベントの模様は2014年4月28日に放送。
ニッポン放送 ミューコミ＋プレゼンツ 秋の学園祭・おんなもアリ～な!?（2014年11月29日、横浜アリーナ）
ゲストにチームしゃちほこ、でんぱ組.inc、LiSAを迎えてのライブイベント。司会は吉田と月曜レギュラーアシスタントの松井が務める。イベントの模様は、2014年12月1日に放送。
ニッポン放送 LIVE EXPO TOKYO 2015 ミューコミ+プラス preasents アニメ紅白歌合戦 VOL.4（2015年1月25日、代々木第一体育館）
番組主催で4回目、通算7回目の開催となるアニメソングイベント。白組司会を吉田アナ、紅組司会をスフィアが務める。
イベントの模様は2015年1月26日週で放送。
「ミュ～コミ＋プラス」トークショー（2015年5月2日、日比谷公園）
ニッポン放送の野外イベント「THE ラジオパーク 2015 in 日比谷 みどりと、エコと、音楽と」の1日目の番組ブースで開催された、吉田によるトークイベント。
ニッポン放送 ミューコミ+プラス 春の学園祭 ★野音にカモ～音!★（2015年5月3日、日比谷野外大音楽堂）
ニッポン放送の野外イベント「THE ラジオパーク 2015 in 日比谷 みどりと、エコと、音楽と」の一環で開催された、ゲストにチームしゃちほこ、竹達彩奈、カラスは真っ白、CHiCO With HoneyWorksを迎えてのライブイベント。
イベントの模様は2015年5月4日に放送。
ミュ〜コミ+プラス しゃべれる女王決定戦
TOKYO IDOL FESTIVALに出演しているアイドルがトーク力を競って勝者を決するイベント。MCを吉田アナが務める。2015年から開催されている。
ミューコミ+プラス preasents アニメ紅白歌合戦 VOL.5（2016年1月31日）
番組主催で5回目、通算8回目の開催となるアニメソングイベント。
「ミューコミプラス」 presents スタプラアイドルフェスティバル〜今宵、シンデレラが決まる〜（2020年1月19日、横浜アリーナ）
STARDUST PLANET所属のアイドルグループ全12組が出演。若手8グループの中から三田美吹（CROWN POP）がシンデレラに投票で選ばれた。
「ミューコミVR」 presents スタプラアイドルフェスティバル〜今宵、2人目のシンデレラが決まる〜（2021年10月30日、横浜アリーナ）
STARDUST PLANET所属のアイドルグループ全12組が出演。若手8グループの中から2人目のシンデレラを投票で選出する。

## 関連商品
ミュ～コミ+プラス 声優プラスDVD（2012年5月発売）
2012年3月7日放送分で発表。喜多村英梨、竹達彩奈、小林ゆうが、それぞれ木曜日の企画、「声優プラス」に出演した回のスタジオ内の映像、アニメ紅白歌合戦での竹達彩奈と小林ゆうへの密着ドキュメント、さらにDVD用に新たに撮影された特典映像が収録された。
2012年4月29日、30日の「THE ラジオパーク 2012 in 日比谷 緑と、ラジオと、音楽と」で先行販売された。
アニメ紅白 オフィシャルTシャツ （黒、白、緑）
アニメ紅白vol.2関連商品。新オフィシャルロゴにキャラクター「アニコちゃん」をあしらったTシャツ。
アニメ紅白 オフィシャル応援タオル
アニメ紅白vol.2関連商品。
アニメ紅白 歌合せんべい
アニメ紅白vol.2関連商品。
ミュ～コミプラススペシャル 小松未可子のミュ～コシ+プラス

## 受賞歴
- 第49回（2011年度）ギャラクシー賞ラジオ部門・上期入賞候補（生ワイド部門）
- 第49回（2011年度）ギャラクシー賞ラジオ部門・奨励賞[553]
- 第49回（2011年度）ギャラクシー賞ラジオ部門・DJパーソナリティ賞（『ミューコミ+プラス』のパーソナリティとして吉田尚記が受賞）[554][555]

## スタッフ
- 構成作家 - 高柳進哉（サービスカード高柳）

西川貴教のオールナイトニッポンのハガキ職人であった。ミューコミ時代から構成作家を務めている。
- 構成作家 - 宮澤一彰（ダビッツのメガネ）
- 構成サブ作家 - 関口勇斗（関口君）、大塚早貴、トゥルーマン翔、田辺みなみ

2011年2月8日のテキスト放送にて「おっぱいチャウダー」という愛称が付いた色川奈津子は、2015年3月末をもって降板した。
- 番組プロデューサー - 松岡敦司

2010年10月から、この番組のディレクターになり、リスナーや吉田アナからお調子者ディレクターと呼ばれる。その後、チーフディレクターに昇格（水曜ディレクターも兼務）し、2012年9月27日放送にてプロデューサーに昇格することを本人から報告した。
- 月曜担当ディレクター - 鈴木賢一（ビーチ）
- 火曜・木曜担当ディレクター - 蝦名拓也（エビちゃん）

凡ミスを連発しリスナーに突っ込まれることが多く、「甘エビ」という愛称が付いている。アシスタントディレクターを務めていたが、2012年9月27日放送分でこれまでのADからこの番組のディレクターに昇格すると発表された。
吉田と関わりがある。やまだひさしのやまだひさしのラジアンリミテッドFのADやShiggy Jr.のオールナイトニッポン0(ZERO)のディレクター、ノイタミナラジオのディレクターも勤めている。
- 水曜担当ディレクター - 齋藤修（サウンドマン所属）
- アシスタントディレクター - 大阿久（通称・ファンペルシー）

2012年10月をもってこの番組のアシスタントディレクターになる。